# Елагин, Григорий Миронович
Григо́рий Миро́нович Ела́гин (1717 — 27 сентября (8 октября) 1773) — российский офицер, полковник, комендант Татищевой крепости Верхне-Яицкой пограничной дистанции. Был убит казаками Пугачёва после ожесточённого штурма Татищевой. 17-летняя дочь Елагина Татьяна после взятия крепости была взята Пугачёвым в наложницы, расстреляна казаками месяц спустя. Судьба Елагина и его семьи стала предметом интереса А. С. Пушкина в ходе его поездки по местам Пугачёвского восстания, их имена неоднократно упоминаются на страницах «Истории Пугачёва» и романа «Капитанская дочка».

## Биография

### Происхождение
Григорий Миронович Елагин родился в 1717 году, происходил из мелкопоместных дворян Псковской губернии. Согласно архивным записям переписи 1710 года в списках помещиков Псковской губернии называется владелец сельца Рогова «Мирон Ульянов сын Елагин с женой Евдокеей», имевший также свой двор в пригороде Володимерец. Много позднее, в 1771 году, Григорий Елагин сообщал в рапортах начальству, что в его родном псковском имении числилась 31 душа мужского пола, но ему непосредственно принадлежали лишь пятеро из них, а остальные записаны за его старшим братом.

### Военная карьера
Согласно послужному формуляру, Григорий Елагин  числился на военной службе с 1733 года, начал службу на унтер-офицерских должностях, в ходе крымских походов фельдмаршала Миниха участвовал во взятии Перекопа, в боях под Карасу-Базаром и при захвате Бахчисарая, штурме Очакова. В 1743 году получил первое обер-офицерское звание прапорщика, в дальнейшем произведён в поручики (1748), ротмистры (1757), в 1763 году получил штаб-офицерское звание секунд-майора, на следующий год — премьер-майора. Согласно сохранившимся в архивах послужным спискам, Елагин характеризовался исправным офицером: «под судом и в штрафах не бывал», «читать и писать умеет, а других наук не знает».
В мае 1769 года Елагин произведён в подполковники и направлен на службу в Астрахань, в Оренбургский драгунский полк, прикрывавший южную границу Российской империи в ходе начавшейся русско-турецкой войны. После того, как Оренбургский драгунский полк был включён в состав Московского легиона, в подчинение Елагина передаются четыре карабинерных эскадрона в городе Керенске. В 1771 году Московский легион в составе 2-й армии, направленной к Крыму, занимает позиции в Самарском ретраншменте — укреплении на берегах притока Днепра. 10 (21) апреля 1771 года Елагин подал рапорт командующему 2-й армии князю В. М. Долгорукову, в котором просил о переводе с полевой службы в гарнизонную «за имеющимися болезнями и по старости лет», по возможности — в Псковскую губернию, где у него имеется имение. При этом он просил не отставлять его от службы вовсе, так как не мог иначе прокормить семью «по малоимению за ним крестьян».  Долгоруков поддержал просьбу Елагина, указав в ходатайстве в Военную коллегию, что «уважая долгую и беспорочную его службу, а также и бедность, дабы в ожидании резолюции он следованием при армии в убыток введён быть не мог…», он распорядился уволить Елагина из легиона и отправить его прямиком в Псков, «с тем, чтобы причислить в тамошний гарнизон нынешним чином», в ожидании определения Военной коллегии.
Военная коллегия, рассмотрев рапорты Елагина и Долгорукова, в мае 1771 года направила на утверждение императрицы Екатерины определение об отставке Елагина «с награждением по беспорочной ево службе» чином полковника, назначив его при возможной вакансии комендантом какого-либо гарнизона. 2 (13) июня 1771 года Екатерина II подписала указ о награждении Елагина чином полковника и о назначении Елагину впредь «до случившейся комендантской ваканции» жалованья в размере 300 рублей в год.
Таковая вакансия выявилась через год, в связи с нехваткой офицеров Военная коллегия в июне 1772 года направила предписания пятерым полковникам (в том числе и Елагину) отправиться на вакантные майорские должности комендантов крепостей в Оренбургской губернии, в противном случае пригрозив лишением жалования. Елагин принял назначение, но в рапорте псковскому начальству сообщил, что не имеет ни денег, ни транспорта для столь дальнего путешествия: 

«По бедности моей, по неимуществу и недостатку моему и по малоимению за мною крестьян, без определенного жалованья не только по чину моему пропитания, но и вседневной малой пищи иметь неищево, ибо по последней ревизии за мною написано в подушном окладе токмо мужеску полу пять душ, ис коих налично четыре души, а пятая помре, и за оных я ж принужден подушныя и другия государственныя подати платить. …будучи в службе с 1733 году в армейских полках и прежнею Турецкую войну в трудных походах, за приличившимися во мне разными болезнями и по старости лет пришел в совершенную слабость моего здоровья и глазами мало вижу. …имеющейся екипаж по дальнему разстоянию издержал весь без остатку, отчего пришел в бедность и недостаток»— Из рапорта в Псковскую провинциальную канцелярию
В августе 1772 года по распоряжению Военной коллегии Елагину было выплачено жалование по май следующего года, выданы прогонные деньги, а также приданы два солдата, согласившихся на перевод в Оренбург. Елагин с семьей: супругой Анисьей Семёновной, дочерью Татьяной и сыном Николаем, выехали в Оренбург в октябре 1772 года, в условиях осенней распутицы и непогоды дорога заняла три месяца. В январе 1773 года Елагин прибыл к оренбургскому губернатору Рейнсдорпу, где его ждало назначение на должность коменданта Магнитной крепости. Но, как сообщал Рейнсдорп — Елагин оказался «столь недостаточен, что взятое наперёд жалование в пути издержал и далее ехать весьма не в состоянии. Во уважение бедственного состояния, что он в самом деле до той Магнитной крепости доехать без крайней нужды не может, разсудил определить его… комендантом в ближнюю к Оренбургу Татищеву крепость».

### Комендант Татищевой крепости
Татищева считалась наиболее мощным укреплением в цепи крепостей Верхне-Яицкой дистанции, располагавшейся по берегу Яика от Яицкого городка до Оренбурга. Но в целом, она весьма условно именовалась крепостью, укреплена она была бревенчатой стеной с рогатками, по углам неправильного прямоугольника стен были встроены артиллерийские батареи. В описываемое время деревянные укрепления изрядно прогнили. Впрочем, состояние остальных крепостей было много хуже: те «только одно название имели, а чем были ограждены, давно сгнило и в развалинах». Половину гарнизона крепости составляли яицкие и оренбургские казаки, откомандированные из родных мест для несения службы. Другую половину составляли солдаты, чаще всего — весьма пожилого возраста, инвалиды, больше занятые хлебопашеством, нежели военной службой. Коменданты крепостей, по свидетельству современников, имели свои хуторские хозяйства и жили скорее, как помещики. Не стал исключением и Григорий Елагин, привезший из Псковского имения всех принадлежащих ему мужиков и баб, всего — около десятка человек. В апреле 1773 года Елагин выдал свою 17-летнюю дочь Татьяну замуж за коменданта соседней Нижнеозёрной крепости премьер-майора Захара Ивановича Харлова. По свидетельству казаков Нижнеозёрной и Татищевой, Татьяна Харлова «была красавица, круглолица и невысока ростом».
В сентябре 1773 года в землях Яицкого войска вспыхнуло восстание, поводом к которому стало чудесное объявление среди казаков «спасшегося императора Петра Фёдоровича» — беглого донского казака Емельяна Пугачёва. Объявив о даровании яицким казакам старинных вольностей, отнятых правительством в ходе минувших десятилетий, Пугачёв привлёк под знамёна своей армии значительную часть Яицкого войска. Не сумев взять Яицкий городок, восставшие решили направиться к Оренбургу, на пути к которому лежали крепости Верхне-Яицкой пограничной линии. 22 сентября (3 октября) 1773 года полковник Елагин отправил губернатору Рейнсдорпу сообщение о взятии мятежниками Илецкого городка, но губернатор, больше занятый в это время подготовкой бала по случаю 11-й годовщины коронации Екатерины II, не предпринял немедленных действий. Узнав о взятии мятежниками Илецкого городка и Рассыпной крепости, майор Харлов решил 24 сентября отправить свою супругу Татьяну к её родителям в Татищеву крепость, которая была много мощнее Нижнеозёрной и где она была бы в большей безопасности. На следующий день сотня яицких казаков, составлявших половину гарнизона Нижнеозёрной, оставили крепость и присоединились к армии Пугачёва. Пытаясь воодушевить немногих оставшихся с ним солдат, Харлов устроил учения со стрельбой из пушек. К его несчастью, услышав эти пушечные выстрелы, идущий к нему на помощь с отрядом бригадир фон Билов решил, что Нижнеозёрная пала, и решил развернуться, чтобы вернуться под защиту стен Татищевой крепости. 26 сентября пугачёвцы взяли Нижнеозёрную практически без сопротивления, раненный в ходе штурма и отказавшийся принять присягу Пугачёву Харлов был казнён.
На следующий день разъезды пугачёвцев показались под стенами Татищевой, передав указ «амператора» не чинить ему препятствий, а присягнуть ему, как законному государю. В этот момент в Татищевой находилось около тысячи солдат и казаков при 13 орудиях, и полковник Елагин предложил Билову выйти за стены крепости, чтобы дать бой Пугачёву в поле. Но Билов, напуганный ложными сведениями о том, что отряд Пугачёва составляет три тысячи человек, посчитал, что лучше будет встретить мятежников из-за стен крепости. Когда основные силы пугачёвцев показались у Татищевой, Билов скомандовал отряду оренбургских казаков под командованием сотника Подурова отправиться в вылазку для получения сведений о составе армии мятежников. Но Подуров с казаками в полном составе перешли на сторону Пугачёва. Тем не менее, в крепости оставалось достаточно сил, чтобы дать жестокий отпор Пугачёву. К несчастью для оборонявшихся, у стен крепости были сложены запасы сена, приметив которые, пугачёвцы решили поджечь их в надежде, что огонь перекинется на бревенчатые укрепления. Так и случилось, более того, пожар начал распространяться на дома внутри крепости, в городе началась паника среди семей расквартированных тут солдат и казаков, часть защитников крепости оставили стены для тушения огня. Воспользовавшись этой паникой, казаки Пугачёва ворвались внутрь городка, после чего большая часть солдат и казаков сложили оружие. Бригадир Билов, полковник Елагин и часть офицеров продолжали сражаться, ожесточённые сопротивлением казаки зарубили раненных офицеров, вместе с Елагиным была убита и его жена. Казаки хотели убить и детей Елагина, но Пугачёв остановил их и велел отправить Татьяну Харлову с братом Николаем в свою кибитку.